# Sean Lovemore
Sean Lovemore (nascut el 8 de juny de 1992) és un futbolista neozelandès. Actualment juga pel Hawke's Bay United del Campionat de Futbol de Nova Zelanda.

## Trajectòria per club
Sean Lovemore debutà amb el Waitakere United l'octubre de 2010 en un partit de la Lliga de Campions de l'OFC 2010-11 contra l'equip de la Polinèsia Francesa AS Tefana, en què a més, marcà el primer gol de la seva trajectòria esportiva. Després d'una desena de partits amb l'equip, captà l'atenció del Wellington Phoenix i el febrer de 2011 fou cedit a l'equip. Va fer el seu debut amb el club el 9 de febrer en un partit contra el Sydney FC en què perderen 2 a 0. En acabar aquest partit, Lovemore no jugà cap altre partit amb el Wellington Phoenix.
En la temporada 2011-2012 Lovemore ha jugat en una quinzena de partits en la Lliga de Campions de l'OFC i el Campionat de Futbol de Nova Zelanda. El gener de 2012 Sean Lovemore marcà un hat trick en un partit a Memorial Park contra el YoungHeart Manawatu que resultà en un 2 a 7.
En la pretemporada de la temporada 2012-13 Lovemore va ser fitxat pel Hawke's Bay United.

## Trajectòria internacional
El neozelandès ha jugat amb la selecció sub-20 en diverses ocasions. Participà amb l'equip en la Copa del Món de futbol sub-20 de 2011 jugant-hi dos partits.

## Palmarès
- Campionat de Futbol de Nova Zelanda (2): 2010-11, 2011-12.